# Philipp Lichtenauer
Philipp Alexander Lichtenauer (* 15. September  1799 in Sasbach bei Achern; † 30. März 1850 in Mosbach) war ein deutscher Verwaltungsjurist.

## Leben
Lichtenauer, Sohn eines Amtsschultheiß, studierte nach dem Besuch des Lyzeums in Rastatt ab 1817 Philosophie und Rechtswissenschaften an der Universität Heidelberg und wurde dort Mitglied des Corps Suevia Heidelberg. Nach dem Studium trat er als Rechtspraktikant in den badischen Verwaltungsdienst ein und wurde 1830 in Durlach Sekretariatsgehilfe beim Direktorium des Murg- und Pfinzkreises. 1831 wurde Lichtenauer Assessor und 1834 Amtmann beim Bezirksamt Lahr und von dort 1838 als Oberamtmann und Amtsvorstand zum Bezirksamt Buchen versetzt. Von 1844 bis 1848 war er Amtsvorstand des Oberamts Offenburg, im April 1848 des Bezirksamts Neustadt, anschließend bis 1849 des Bezirksamts Neudenau zu Mosbach und zuletzt bis zu seinem Tod 1850 des Bezirksamts Mosbach.
Lichtenauer war von 1843 bis 1846 Abgeordneter des Wahlbezirks A19, Amt Lahr, zur Zweiten Kammer der Badischen Ständeversammlung.

## Ehrungen
- 1842  wurde er mit dem Ritterkreuz des Zähringer Löwen-Ordens ausgezeichnet.